# Cynodon aethiopicus
Cynodon aethiopicus är en gräsart som beskrevs av Clayton och Harlan. Cynodon aethiopicus ingår i släktet hundtandsgrässläktet, och familjen gräs. Inga underarter finns listade i Catalogue of Life.